# O.G. Original Gangster
Az 1991-es O.G. Original Gangster Ice-T negyedik nagylemeze, sokan az előadó legjobb albumának tartják. Az album bemutatja a Body Count együttest, amelynek thrash metal hangzása éles ellentétben áll az album többi anyagával.
Az O.G. Original Gangster a 9. helyig jutott a Billboard magazin Top R&B/Hip-Hop Albums listáján, a 15.-ig a Billboard 200-on. A Melody Maker 1991 legjobb 30 albuma listáján a 25. lett, szerepelt a The Source 100 legjobb rapalbumának listáján, továbbá az 1001 lemez, amit hallanod kell, mielőtt meghalsz könyvben.

## Az album dalai
|     | Cím                                 | Hossz |
| --- | ----------------------------------- | ----- |
| 1.  | Home of the Bodybag                 | 2:12  |
| 2.  | First Impression                    | 0:45  |
| 3.  | Ziplock                             | 1:20  |
| 4.  | Mic Contract                        | 4:24  |
| 5.  | Mind over Matter                    | 4:12  |
| 6.  | New Jack Hustler                    | 4:43  |
| 7.  | Ed                                  | 1:10  |
| 8.  | Bitches 2                           | 5:24  |
| 9.  | Straight up Nigga                   | 3:43  |
| 10. | O.G. Original Gangster              | 4:13  |
| 11. | The House                           | 0:57  |
| 12. | Evil E-What About Sex?              | 0:46  |
| 13. | Fly By                              | 3:29  |
| 14. | Midnight                            | 5:49  |
| 15. | Fried Chicken                       | 1:00  |
| 16. | M.V.P.S.                            | 4:20  |
| 17. | Lifestyles of the Rich and Infamous | 3:51  |
| 18. | Body Count                          | 6:07  |
| 19. | Prepared to Die                     | 0:39  |
| 20. | Escape from the Killing Fields      | 2:36  |
| 21. | Street Killer                       | 0:41  |
| 22. | Pulse of the Rhyme                  | 4:17  |
| 23. | The Tower                           | 3:58  |
| 24. | Ya Shoulda Killed Me Last Year      | 1:41  |

## Fordítás
Ez a szócikk részben vagy egészben az O.G. Original Gangster című angol Wikipédia-szócikk ezen változatának fordításán alapul.  Az eredeti cikk szerkesztőit annak laptörténete sorolja fel. Ez a jelzés csupán a megfogalmazás eredetét és a szerzői jogokat jelzi, nem szolgál a cikkben szereplő információk forrásmegjelöléseként.